# Kražiai
Kražiai (in polacco Kroże) è una città storica della Samogizia, in Lituania, appartenente al comune distrettuale di Kelmė (contea di Šiauliai).